# Ulrike Gauss
Ulrike Gauss (* 5. November 1941 in Tübingen; † 5. April 2021) war eine deutsche Kunsthistorikerin.

## Leben und Wirken
Ulrike Gauss studierte Kunstgeschichte, Geschichte und Historische Hilfswissenschaften an der Eberhard Karls Universität Tübingen. 1968 wurde sie mit der Dissertation Andreas Thamasch (1639–1697). Stiftsbildhauer in Stams und Meister von Kaisheim zum Dr. phil. promoviert. Anschließend arbeitete sie in Museen und begann 1972 ihre wissenschaftliche Laufbahn in der Staatsgalerie Stuttgart.
Ab 1990 war sie als Nachfolgerin von Heinrich Geissler Leiterin der über 400.000 Objekte umfassenden Graphischen Sammlung der Staatsgalerie Stuttgart. Sie vergrößerte den Umfang der Sammlung durch den Erwerb neuer Blätter und erweiterte das Sammelspektrum auf fotografische Arbeiten. 2006 wurde sie in den Ruhestand verabschiedet.
Ulrike Gauss war ab 1999 Vorsitzende der Jury des Jerg-Ratgeb-Preises. 2003 wurde sie in den Wissenschaftlichen Beirat des Internationalen Zentrums für Kultur- und Technikforschung der Universität Stuttgart gewählt. 2006 bis 2010 gehörte sie als externes Mitglied dem Hochschulrat der Staatlichen Akademie der Bildenden Künste Stuttgart an. Gauss starb im April 2021 im Alter von 79 Jahren.

## Auszeichnungen
Ulrike Gauss wurde der Titel Professor verliehen.
- 1997: Schillerpreis der Stadt Marbach am Neckar für Johann Heinrich Dannecker (mit Christian von Holst)

## Schriften
- Andreas Thamasch (1639–1697). Stiftsbildhauer in Stams und Meister von Kaisheim.  Dissertation. Universität Tübingen 1968. Konrad, Weissenhorn 1973, ISBN 3-87437-082-8.
- mit Kurt Löcher: Karl Joseph Bernhard von Neher, 1806–1886. Aquarelle und Zeichnungen. Biberacher Verlagsdruckerei, Biberach 1971.
- mit Kurt Diemer: Carl von Ebersberg, 1818–1880. Gemälde, Aquarelle, Zeichnungen. Biberacher Verlagsdruckerei, Biberach 1973.
- (Bearb.): Die Zeichnungen und Aquarelle des 19. Jahrhunderts in der Graphischen Sammlung der Staatsgalerie Stuttgart. Bestandskatalog. Staatsgalerie Stuttgart, Stuttgart 1976.
- mit Christian von Holst (Bearb.): Gottlieb Schick. Ein Maler des Klassizismus. Staatsgalerie Stuttgart, Stuttgart 1976 (OCLC 2964066).
- Fritz Steisslinger, 1891–1957. Malerei, Zeichnung, Druckgraphik. Mit Nachlass-Verzeichnis von Ulrike Gauss. Kulturamt der Stadt Sindelfingen, Sindelfingen 1978.[11]
- (Bearb.): Mondrian, Zeichnungen, Aquarelle, New Yorker Bilder. Staatsgalerie Stuttgart, Stuttgart 1980.
- mit Christian von Holst: Johann Heinrich Dannecker. Band 1: Der Bildhauer. Band 2: Der Zeichner. Cantz, Stuttgart-Bad Cannstatt 1987.
- (Bearb.): Willi Baumeister. Zeichnungen Gouachen Collagen. Edition Cantz, Stuttgart 1989, ISBN 3-89322-130-1.
- August Kotzsch 1836–1910. Pionier der deutschen Photographie. Katalog Kupferstichkabinett Dresden. Edition Cantz, Stuttgart 1992, ISBN 3-89322-480-7.
- Marcel Duchamp. Interviews und Statements. Gesammelt, übersetzt und annotiert von Serge Stauffer. Hrsg. Ulrike Gauss. Graphische Sammlung Staatsgalerie Stuttgart. Edition Cantz, Ostfildern-Ruit 1992, ISBN 3-89322-224-3.
- (Hrsg.): Henri Matisse. Zeichnungen und Gouaches découpées. Hatje Cantz, Ostfildern-Ruit um 1993, ISBN 3-7757-0445-0.
- mit Gabriele Schor: Barnett Newman. Die Druckgraphik 1961–1969. Hatje Cantz, Ostfildern-Ruit 1996, ISBN 3-7757-0605-4.
- mit Christofer Conrad (Hrsg.): Marc Chagall – Die Lithographien. Hatje Cantz, Ostfildern-Ruit 1998, ISBN 3-7757-0761-1.
- (Hrsg.): Pablo Picasso – Die Lithographie. Hatje Cantz, Ostfildern-Ruit 2000, ISBN 3-7757-0906-1.